# Irving Oil
Irving Oil ist ein kanadisches Unternehmen mit Sitz in Saint John, New Brunswick. Zu den Geschäftsbereichen gehören Erdölförderung und -verarbeitung, Erdgasförderung und -verarbeitung sowie Erdölvertrieb. Es gehört zum kanadischen Mischkonzern J. D. Irving.

## Geschichte
Kenneth Colin (K.C.) Irving gründete das Unternehmen 1924 mit 25 Jahren. Die erste Tankstelle befand sich in Bouctouche, New Brunswick.
1924 eröffnete Iriving ein Ford-Autohaus in Saint John. Das Unternehmen expandierte in den Atlantikprovinzen von Kanada während der Dreißigerjahre. 1940 bis 1949 folgten weitere Expansionen in Quebec und Neufundland, sowie 1972 in Maine. 1960 wurde gemeinsam mit der Standard Oil of California die Raffinerie Saint John gebaut. 1970 wurde in Saint John County der erste Tiefwasserhafen für Erdöl in der westlichen Hemisphäre eröffnet. 1977 begann das Unternehmen mit dem Verkauf von bleifreiem Benzin an seinen Tankstellen. Ende der Neunzigerjahre führte das Unternehmen als erstes Ölunternehmen in ganz Nordamerika ein neues Benzingemisch mit niedrigem Schwefelanteil ein. 2009 wurde der Tiefwasserhafen in Saint John um ein Terminal für Erdgas erweitert.
Das Unternehmen ist eines von wenigen Unternehmen in Kanada als auch den USA, welches das Kyoto-Protokoll unterstützt.

## Geschäftsbereiche

### Erdölförderung und -verarbeitung
Das Unternehmen betreibt die größte Erdölraffinerie Kanadas in Saint John mit mehr als 300.000 Barrel Einheiten pro Tag.
Die Whitegate-Raffinerie im irischen Cork wurde 2016 von der Phillips 66 erworben. Seither ist Irving Oil Betreiber der einzigen Raffinerie in Irland.

### Erdölvertrieb
Vertriebsgebiet sind die kanadischen Atlantikprovinzen, Ost-Quebec und Nord-Neuengland mit einigen 769 Tankstellen und Läden. Irving unterhält eine Flotte von Tankwagen, die seit den 1970er Jahren in einem unverwechselbaren Goldgelb lackiert waren. Seit den 2000er Jahren wird das Fahrerhaus und der Anhänger weiß lackiert. Mit diesen Tankwagen wird über ein Netz von Treibstofflagern das unternehmenseigene Tankstellennetz in der Region beliefert. Außerdem betreibt Irving Oil eine Flotte von Ozeantankern.
Wichtigster Kooperationspartner ist TransCanada, über dessen Pipelines das Rohöl transportiert wird.

## Bildergalerie

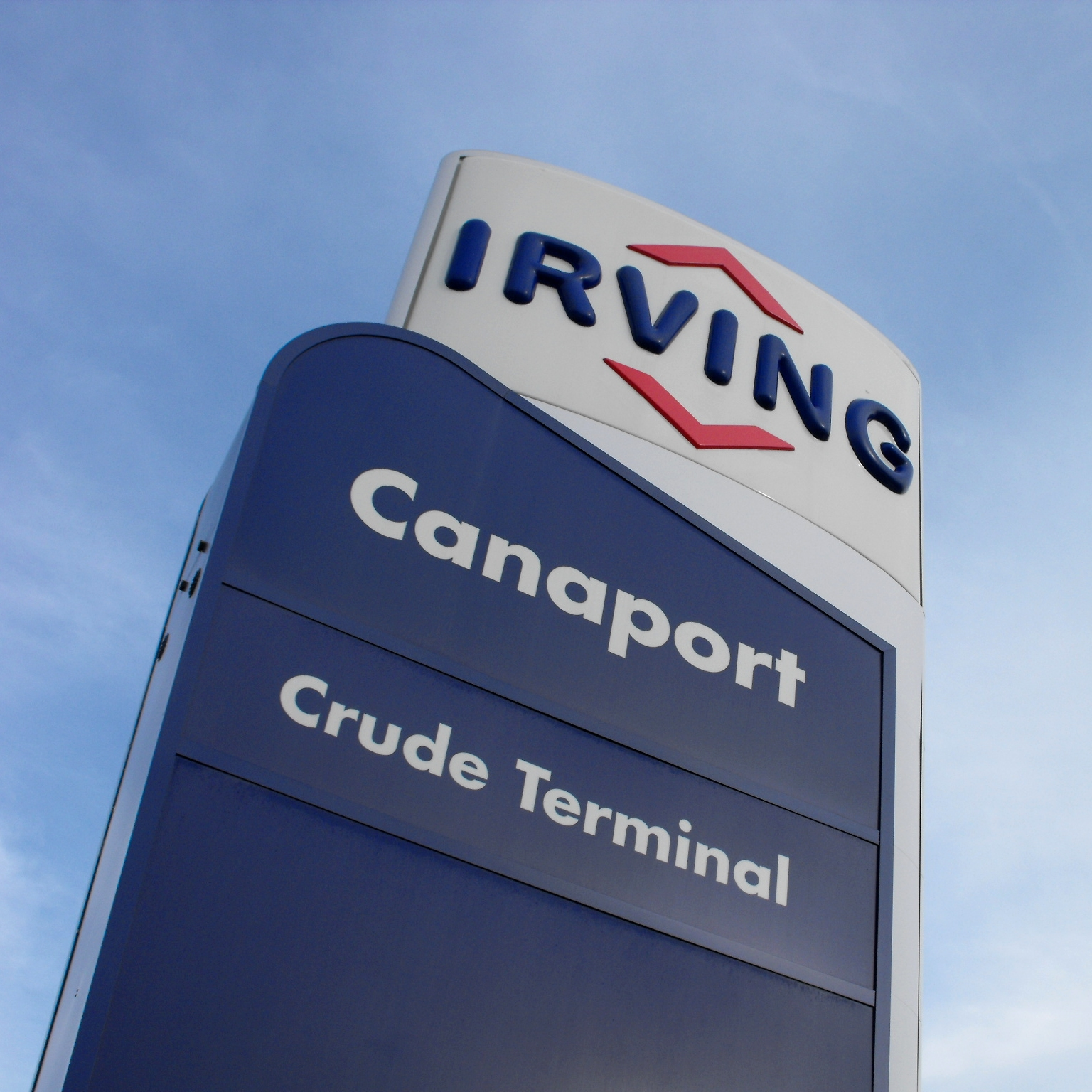
Irving Canaport Eingangsschild, Saint John NB
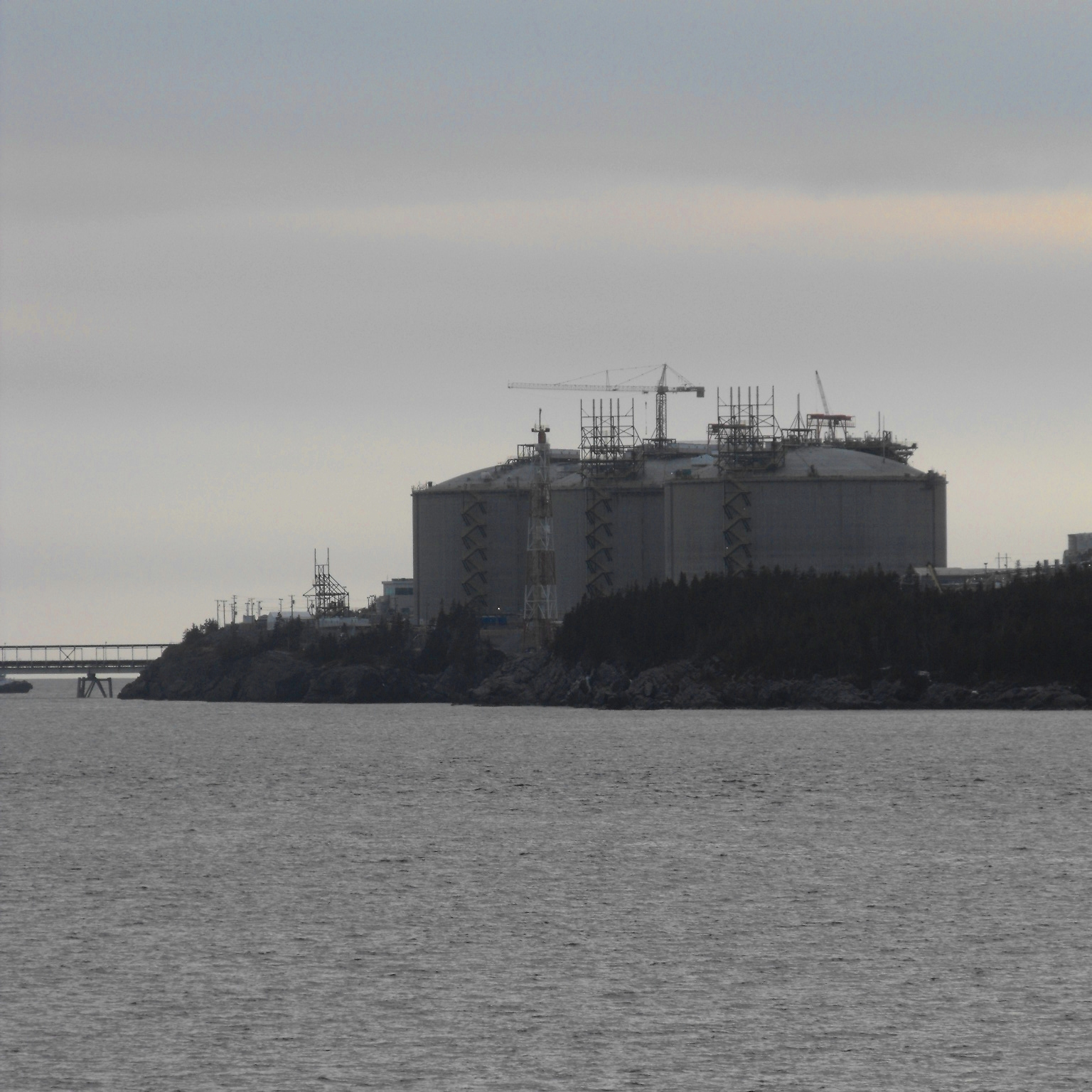
Canaport LNG Terminal in der Nähe von Saint John County, NB
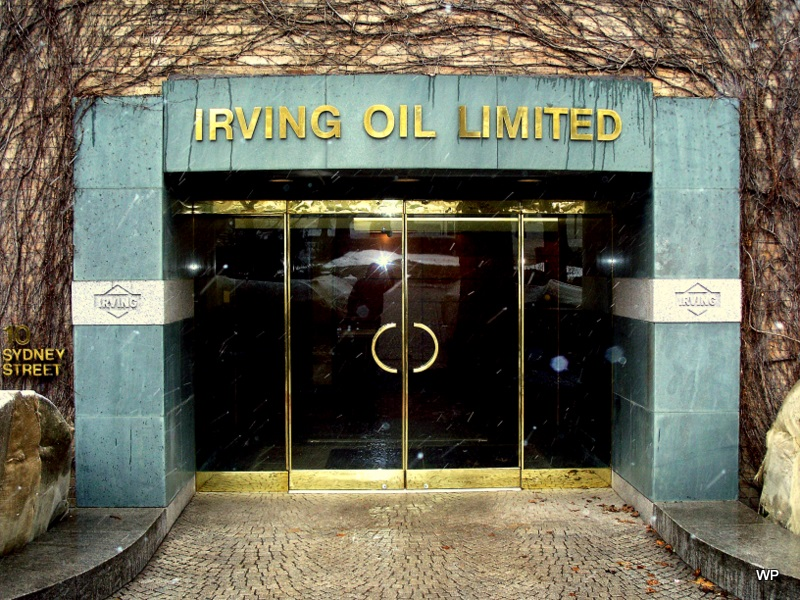
Unternehmenssitz in Saint John

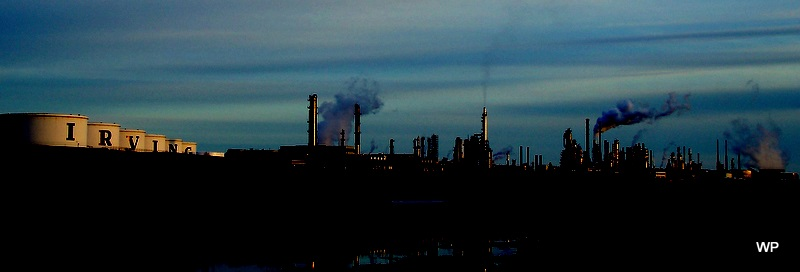
Irving-Raffinerie nördlich von Saint John